# 九龍巴士66X線
九龍巴士66X線，由九巴營辦，來往屯門（大興邨）及奧運站，途經屯門區山景邨、青雲路，以及九龍區美孚、長沙灣、深水埗及旺角，中途取道屯門公路與荃灣路。

## 歷史
- 1988年8月16日：路線開辦，當時獲得運輸署特准以大角咀而非深水埗為總站，只在每日早上及黃昏繁忙時間服務。
- 1991年1月25日：58X於平日本路線停開時段，繞經山景邨及大興邨。
- 1993年12月15日：提升至全日服務，58X全日不經山景邨及大興邨。
- 1994年10月25日：增派空調巴士行走。
- 1995年5月8日：隨其他以大角咀碼頭為總站的路線一同遷往大角咀新填海區的臨時總站。
- 1998年7月19日：遷往奧運站（現稱奧運鐵路站）巴士總站。
- 2002年6月15日：改為全空調服務，全程為$10.7
- 2007年3月1日：本線加入兩輛低地台巴士行走。
- 2008年6月8日：九巴加價，全程由$10.7調整至$11.3
- 2011年5月15日：九巴加價，全程由$11.3調整至$11.7
- 2013年3月17日：九巴加價，全程由$11.7調整至$12.3
- 2013年10月11日：本線全線掛牌為低地台巴士行走。
- 2014年7月6日：九巴加價，全程由$12.3調整至$12.8
- 2014年10月11日：來回程加停屯門公路轉車站，並提供與往屯門、元朗各條路線的八達通轉乘優惠。
- 2015年3月21日：增設到站時間預報。[3]
- 2025年5月6日：每日由大興開出之頭班車時間由05:30提早至05:20。

## 服務時間及班次
| 屯門（大興邨）開 | 屯門（大興邨）開    | 屯門（大興邨）開    | 奧運站開         | 奧運站開    | 奧運站開     |
| 日期             | 服務時間            | 班次（分鐘）        | 日期             | 服務時間    | 班次（分鐘） |
| ---------------- | ------------------- | ------------------- | ---------------- | ----------- | ------------ |
| 星期一至五       | 05:30-06:00         | 15                  | 星期一至五       | 06:30-07:15 | 15           |
| 星期一至五       | 06:00-07:00         | 12                  | 星期一至五       | 07:15-15:35 | 20           |
| 星期一至五       | 07:15、07:30、07:40 | 07:15、07:30、07:40 | 星期一至五       | 15:35-16:50 | 15           |
| 星期一至五       | 07:50-08:50         | 12                  | 星期一至五       | 16:50-17:00 | 10           |
| 星期一至五       | 08:50-09:50         | 15                  | 星期一至五       | 17:00-19:45 | 15           |
| 星期一至五       | 09:50-16:10         | 20                  | 星期一至五       | 19:45-00:25 | 20           |
| 星期一至五       | 16:10-18:25         | 15                  |                  |             |              |
| 星期一至五       | 18:25-21:25         | 20                  |                  |             |              |
| 星期一至五       | 21:25-23:05         | 25                  |                  |             |              |
| 星期六           | 05:30-18:45         | 15                  | 星期六           | 06:30       | 06:30        |
| 星期六           | 18:45-23:05         | 20                  | 星期六           | 06:55-11:35 | 20           |
|                  |                     |                     | 星期六           | 11:35-23:05 | 15           |
| 23:05-00:25      | 20                  |                     | 星期六           |             |              |
| 星期日及公眾假期 | 05:30-07:10         | 25                  | 星期日及公眾假期 | 06:30-11:05 | 25           |
| 星期日及公眾假期 | 07:10-20:10         | 20                  | 星期日及公眾假期 | 11:05-00:25 | 20           |
| 星期日及公眾假期 | 20:10-23:05         | 25                  |                  |             |              |

## 收費
全程：$14.6
- 屯門（大興邨）往青雲站或之前：$5.1
- 美孚站往奧運站：$7.2
- 旺角警署往奧運站：$5.8
- 屯門公路巴士轉乘站往屯門（大興邨）：$9.6
- 青雲站往屯門（大興邨）：$5.1

| - 本線設有12歲以下小童及65歲或以上長者半價優惠。 - 65歲或以上香港居民使用「樂悠咭」，以及12歲以下合資格殘疾兒童使用「殘疾人士身份」個人八達通繳付車資，均可享有每程$2.0或半價（以較低者為準）的票價優惠；12至64歲合資格殘疾人士使用「殘疾人士身份」個人八達通（包括「樂悠咭」），以及60至64歲香港居民使用「樂悠咭」繳付車資，均可享有每程$2.0或全費（以較低者為準）的票價優惠。 - 65歲或以上長者如使用長者或一般個人八達通繳付車資，則只可享有半價優惠；12至64歲合資格殘疾人士如不使用「殘疾人士身份」個人八達通，以及60至64歲人士如不使用「樂悠咭」繳付車資，必須繳付全費。 - 乘客可以現金或八達通於上車時付款，不設找續。 - 每位成人乘客可免費攜帶最多兩名4歲以下而不佔座位的兒童乘客乘車，超額之4歲以下小童必須繳付小童車費乘車。 - 持有「九巴月票」之乘客在車票有效期內，每日可享最多10程任何九龍巴士及龍運巴士路線（包括本路線，以及聯營路線的九龍巴士／龍運巴士提供的班次；惟乘搭機場「A」及「NA」線則可享原價二七折優惠（不會計算每天10次合資格車程））；而B1線則每日可享最多各2程（不會計算每天10次合資格車程）。 - 九龍巴士、城巴、龍運巴士及陽光巴士全職員工及家屬（不包括外判職員）可免費乘搭本路線，惟必須拍職員或職員家屬八達通。 - 乘客亦可透過多元化電子支付系統（e度嘟）繳付車資，包括使用非接觸式VISA卡、JCB卡、萬事達卡、銀聯卡、美國運通、大來國際、Discover Card、Apple Pay、Google Pay、Samsung Pay、AlipayHK「易乘碼」、支付寶、WeChatHK／微信支付「搭車碼」、銀聯雲閃付「乘車碼」及BOC Pay「乘車碼」。乘客使用此付款方式，使用此支付方式的乘客可享有中途下車之分段收費，以及與其他九巴／龍運獨營路線或聯營線九巴／龍運班次之轉乘優惠，惟不適用於與非九巴／龍運路線之轉乘優惠，亦不能享有「公共交通費用補貼計劃」及「長者及合資格殘疾人士公共交通票價優惠計劃」。 - 帶粗體字者為雙向分段收費，乘客必須使用八達通（九巴月票除外）上車拍卡繳費，並於下車前後於指定巴士站裝設拍卡機確認八達通，方可享有分段收費優惠。 |

### 八達通轉乘優惠
乘客登上本線後150分鐘內以同一張八達通卡轉乘以下路線，或從以下路線登車後150分鐘內以同一張八達通卡轉乘本線，次程可獲$5.8車資折扣優惠：
- 66X往奧運站 → 36A往深水埗
- 36A往梨木樹 → 66X往大興

## 使用車輛
- 本線開辦初期，主要採用3軸11米雙層巴士行走，分別是丹尼士巨龍11米、都城嘉慕都城型11米。1994年，加入空調巴士行走，主力是富豪奧林比安11米空調巴士。
- 本線全冷初期，主要採用俗稱「大白龍」的丹尼士巨龍12米巴士，隨著大興邨人口老化，對本線的需求下降，「大白龍」（3AD）在2005年開始陸續被調走（調到58M、258D等線），至2012年尾開始再度派出丹尼士巨龍12米巴士行走本線。
- 九巴於2014年11月加訂的196輛亞歷山大丹尼士Enviro 500 MMC（ATENU），其中車身編號E530的一批為數76輛巴士（ATENU803-879）首次配上新款MKII Facelift車身，波箱改用ZF Ecolife 6AP1700B六前速波箱。新巴士與之前版本主要在車身上有所分別，車身、車頭及車尾部份採用與英國的Enviro 400 MMC車身相同的設計。首批配置Facelift車身的Enviro 500 MMC於2015年9月起陸續運抵香港，其中（ATENU813-816、820-829）於2015年12月5日上掛本路線，取代原有全線14輛富豪B9TL（AVBWU），成為首條全線採用Facelift車身的Enviro 500 MMC的九巴路線。
- 現時本線獲派使13輛猛獅A95 12米（1輛AMNE、12輛AMNF）及2輛亞歷山大丹尼士Enviro 500 MMC 12米（ATENU），均屬屯門車廠。

| 車隊編號  | 車牌   |
| --------- | ------ |
| ATENU1014 | UC3154 |
| ATENU1188 | UK7881 |
| AMNE1     | TP1095 |
| AMNF3     | UK8591 |
| AMNF4     | UK8698 |
| AMNF5     | UK9564 |
| AMNF8     | UL1425 |
| AMNF9     | UL1566 |
| AMNF10    | UL2422 |
| AMNF11    | UL2980 |
| AMNF12    | UL3179 |
| AMNF13    | UL3781 |
| AMNF14    | UL4161 |
| AMNF16    | UL7275 |
| AMNF21    | VT3317 |

## 行車路線
屯門（大興邨）開經：大方街、大興街、石排頭路、鳴琴路、青雲路、皇珠路、屯門公路、屯門公路巴士轉乘站、屯門公路、荃灣路、葵涌道、長沙灣道、彌敦道、旺角道、洗衣街、亞皆老街、櫻桃街及海景街。
奧運站開經：深旺道、櫻桃街、大角咀道、櫻桃街、亞皆地街、新填地街、旺角道、彌敦道、荔枝角道、黃竹街、長沙灣道、荔枝角道、葵涌道、荃灣路、屯門公路、屯門公路巴士轉乘站、屯門公路、皇珠路、青雲路、鳴琴路、石排頭路、震寰路及大方街。

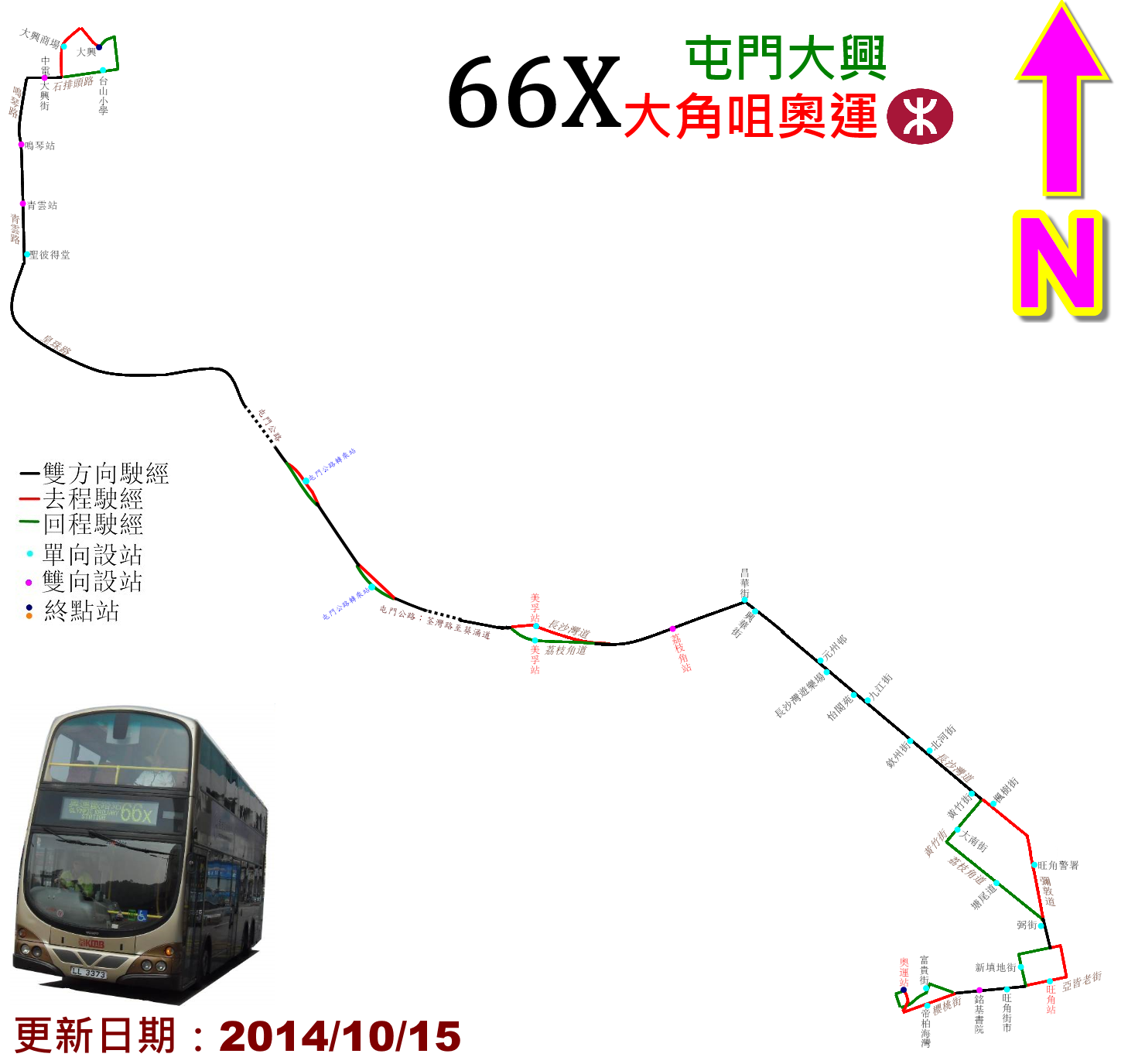
本線的走線圖

具體停站請參考資訊框

## 客量
本線開辦初期因大興邨及山景邨對外交通不足，而且本線為當時特快線，所以客量與當時的60X，960，961等對外線不相伯仲。隨著屯門的對外交通發展成熟，本線除了面對西鐵（今屯馬綫）的競爭，而大興邨及山景邨人口老化，本線的客量已不復光彩，但由於本路線途經屯門工業區，亦經過屯門IVE，繁忙時間有很多西九龍居民前往屯門工業區上班，亦有很多居住在西九龍的IVE學生乘搭本路線上下課，而居住在大興邨及山景邨的居民，大部份是前往市區上班，因此繁忙時間兩邊方向都滿載，唯非繁忙時間不時出現吉車遊街，所以比其他九龍線客量差。

## 外部連結
- 九巴66X線—九龍巴士 （页面存档备份，存于）
- 66X資料 （页面存档备份，存于）
- 66X路線介紹 （页面存档备份，存于）
- 容偉釗. . 香港: BSI (香港). 2002年  [2017-06-23]. ISBN 962-8414-62-3. （原始内容存档于2016-03-26）. （页面存档备份，存于）
- 郭炳華. . 香港: 80M巴士專門店. 2010年. ISBN 962-8686-95-X.